# Reino de Mercia
Mercia (/ˈmɜːrʃiə -ʃə/, /ˈmɜːsɪə/ inglés antiguo: Miercna rīċe latín: Merciorum regnum) fue uno de los reinos de la heptarquía anglosajona, lo que ahora es el centro de Inglaterra, en la región conocida como las Tierras Medias, en la región Central, con su corazón en el valle del río Trent y sus afluentes. Los vecinos de Mercia incluían a Northumbria, Powys, los reinos de Gales del Norte y del Sur, Wessex, Sussex, Essex y Anglia Oriental.
El término sobrevive hoy en el nombre de la policía local del Oeste de Mercia (West Mercia Constabulary), en la emisora de radio comercial Mercia FM en Coventry y también en dos regimientos de infantería del Ejército británico, el nuevo Mercian Regiment y el Royal Mercian and Lancastrian Yeomanry.

## Invasiones anglosajonas y fundación del reino

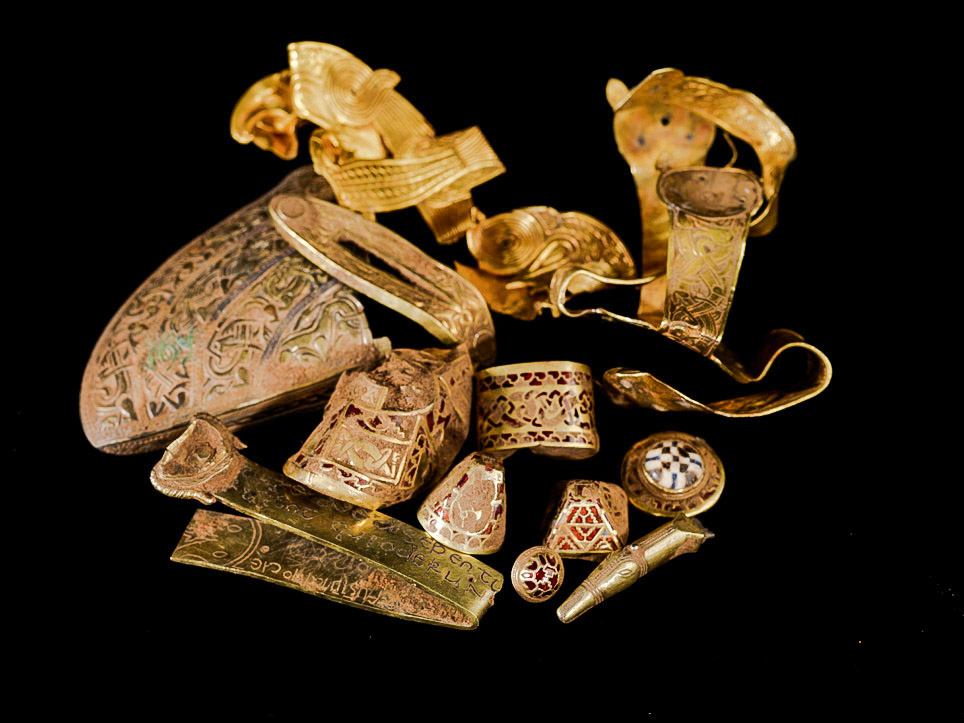
El Staffordshire Hoard, descubierto en un campo en Hammerwich, cerca de Lichfield en julio de 2009, es quizás la colección más importante de objetos anglosajones encontrados en Inglaterra.

La evolución exacta de las invasiones anglosajonas a Mercia es más oscura que la de Northumbria, Kent o incluso Wessex. Las revisiones arqueológicas muestran que los anglos se establecieron en las tierras al norte del río Támesis antes del siglo VI. El nombre Mercia en inglés antiguo significa «la gente de la frontera», siendo la interpretación tradicional que el reino provino a lo largo de la frontera entre los galeses y los invasores anglosajones, si bien P. Hunter Blair ha argumentado una interpretación alternativa: que surgieron a lo largo de la frontera entre el reino de Northumbria y los habitantes del valle del Trent.
Los reyes mercianos fueron la única casa gobernante de la Heptarquía anglosajona conocida por reclamar un vínculo familiar directo con una monarquía germánica continental antes de la migración.

De acuerdo a las recientes investigaciones genéticas la importancia poblacional de las invasiones anglosajonas fue muy limitada y se trató fundamentalmente de contingentes armados que se hicieron con el poder de los asentamientos britones existentes y les impusieron su lenguaje y sus códigos. Stephen Oppenheimer, basando su investigación en los estudios de Weale y Capelli, sostiene que ninguna de las invasiones desde los romanos ha tenido un impacto significativo en el acervo genético de las islas británicas, y que los habitantes de tiempos prehistóricos pertenecen a un grupo genético ibérico. Dice que la mayoría de las personas en las islas británicas son genéticamente similares a los vascos del norte de España y el suroeste de Francia, desde el 90% en Gales hasta el 66% en East Anglia. Oppenheimer sugiere que la división entre el oeste y el este de Inglaterra no se debe a la invasión anglosajona, sino que se origina con dos rutas principales de flujo genético: una en la costa atlántica y otra en las zonas vecinas de Europa continental, que se produjo justo después del último máximo glaciar. Bryan Sykes, ex genetista de la Universidad de Oxford, llegó a conclusiones bastante similares a las de Oppenheimer, que expuso en su libro de 2006 titulado Sangre de las islas: Explorando las raíces genéticas de nuestra historia tribal, publicado en Estados Unidos y Canadá como Sajones, Vikingos y Celtas: las raíces genéticas de Gran Bretaña e Irlanda. Se pueden construir muchos escenarios factibles para dar cuenta de la evidencia.

Mercia y los principales reinos anglosajones sobre el año 600

El primer rey conocido de Mercia fue llamado Creoda; decía haber sido el bisnieto de Icel. Subió al poder aproximadamente en el año 585 y fue sucedido por su hijo Pybba de Mercia en 593. Cearl, pariente de Creoda, sucedió a Pybba en 606; en 615, Cearl entregó a su hija Cwenburga en matrimonio a Edwin, rey de Deira que él había acogido mientras era un príncipe desterrado. El siguiente rey merciano fue Penda, quien gobernó desde aproximadamente 626 o 633 hasta 655. Algo de lo que se sabe sobre Penda viene a través del concepto hostil de Beda, al cual disgustó, tanto por ser un rey enemigo al rey de Northumbria como, también, por ser un pagano. Sin embargo, Beda admite que fue Penda quien libremente permitió a los misioneros cristianos de Lindisfarne entrar en Mercia, y no les restringió la predicación.
En 633, Penda y su aliado Cadwallon de Gwynedd derrotaron y mataron a Edwin, que se había convertido no solo en gobernante de la recién unificada Northumbria, sino en bretwalda, o rey supremo, en los reinos del sur. Cuando otro rey de Northumbria, Oswald, se levantó y nuevamente reclamó la dominación del sur, también sufrió la derrota y la muerte a manos de Penda y sus aliados, en 642 en la Batalla de Maserfield. En 655, después de un período de confusión en Northumbria, Penda trajo a 30 sub-reyes para luchar contra el nuevo rey de Northumbria, Oswiu, en la batalla de Winwaed, en la que Penda a su vez perdió la batalla y su vida. La batalla llevó a un colapso temporal del poder de Mercia.

## Supremacía de Mercia

Cronología de la creciente hegemonía de Mercia durante el.

Durante 300 años (entre el 600 y el 900), después de anexar o ganar porciones de cinco de los otros seis reinos de la Heptarquía (Northumbria, East Anglia, Essex, Kent, Sussex y Wessex), Mercia dominó Inglaterra al sur del río Humber: este período es conocido como la Supremacía Mercia. El reinado del Rey Offa, que es mejor recordado por su dique, que designó el límite entre Mercia y los reinos galeses, a veces se conoce como la "Edad de Oro de Mercia". Nicholas Brooks señaló que "los mercianos se destacan como el más exitoso de los primeros pueblos anglosajones hasta el siglo IX", y algunos historiadores, como Sir Frank Stenton, creen que la unificación de Inglaterra al sur del estuario de Humber se logró durante el reinado de Offa.
El rey Peada, hijo de Penda, se convirtió al cristianismo alrededor de 656, y el cristianismo se estableció firmemente en el reino a fines del siglo VII. La Diócesis de Mercia fue fundada en 656, con el primer obispo, Diuma, con sede en Repton. Después de 13 años en Repton, en 669 el quinto obispo, San Chad, trasladó el obispado a Lichfield, donde se ha radicado desde entonces. En 691, la Diócesis de Mercia se convirtió en la Diócesis de Lichfield. Durante un breve período entre 787 y 799, la diócesis fue un arzobispado, aunque se disolvió en 803. 

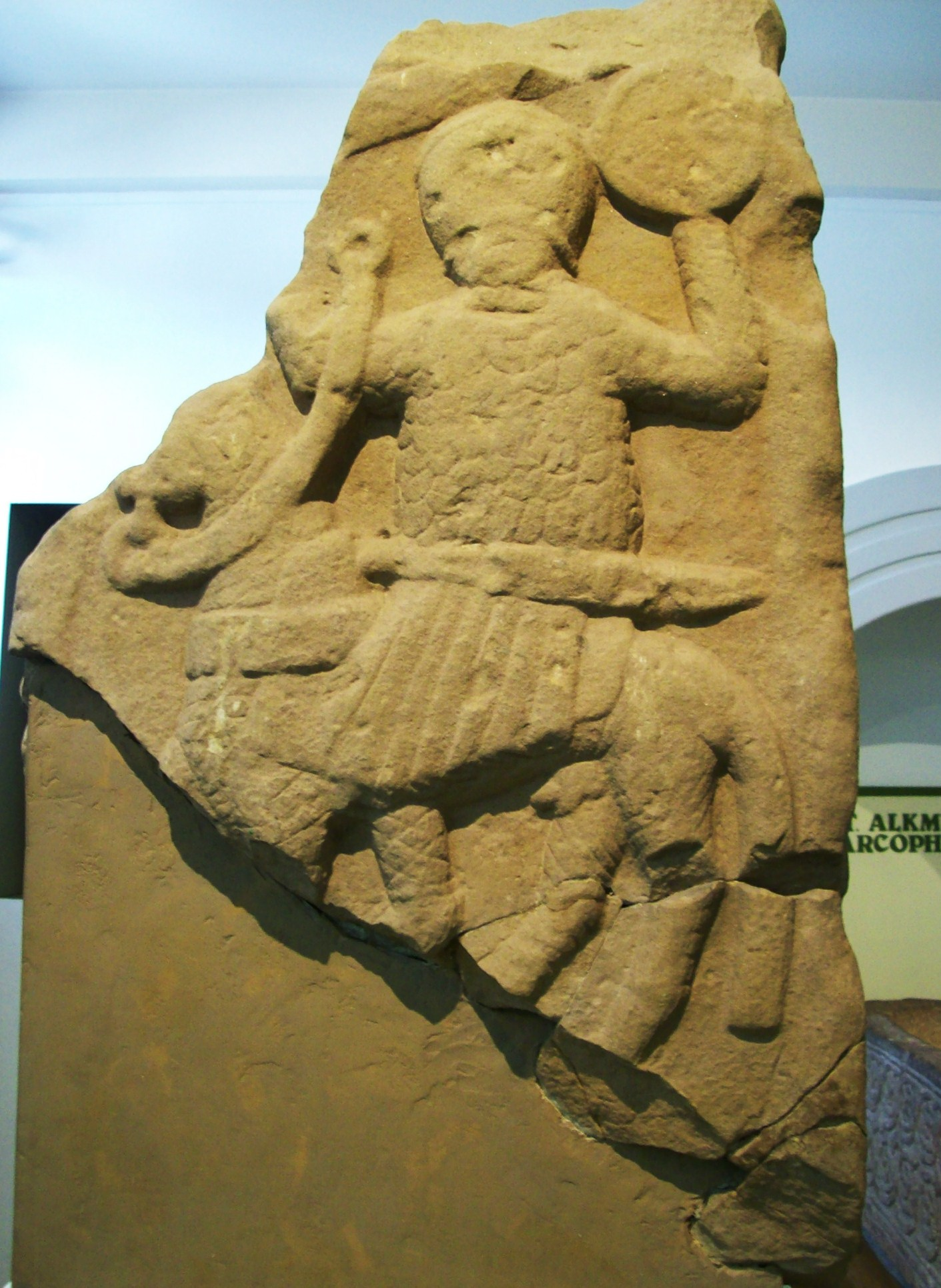
La «piedra de Repton», cuyo personaje en relieve puede que sea Æthelbald

Peada sucedió a su padre como rey de Mercia. Oswiu estableció a Peada como un sub-rey; pero en la primavera de 656 fue asesinado y Oswiu asumió el control directo de toda Mercia. Una revuelta de Mercia en 658 se libró de la dominación de Northumbria y dio lugar a la aparición de otro hijo de Penda, Wulfhere, que gobernó a Mercia como un reino independiente (aunque aparentemente continuó rindiendo tributo a Northumbria por un tiempo) hasta su muerte en 675. Wulfhere inicialmente logró restaurar el poder de Mercia, pero al final de su reinado vio una seria derrota por Northumbria. El siguiente rey, Æthelred, derrotó a Northumbria en la Batalla de Trent en el 679, resolviendo de una vez por todas el control del antiguo reino de Lindsey, largamente disputado. Æthelred fue sucedido por Cœnred, hijo de Wulfhere; estos dos reyes se hicieron más conocidos por sus actividades religiosas que cualquier otra cosa, pero el rey que los sucedió en 709, Ceolred, se dice en una carta de San Bonifacio que fue un joven disoluto que murió demente. Así terminó la estirpe de los descendientes directos de Penda.
En algún momento antes de la adhesión de Æthelbald en 716, los mercianos conquistaron la región alrededor de Wroxeter, conocida por los galeses como Pengwern o como "El Paraíso de Powys". Elegías escritas para sus gobernantes desposeídos registran el dolor ante esta pérdida.
El siguiente rey importante de Mercia, Æthelbald, reinó de 716 a 757. Durante los primeros años de su reinado, tuvo que enfrentarse a dos reyes rivales fuertes, Wihtred de Kent e Ine de Wessex. Pero cuando Wihtred murió en 725, e Ine abdicó en 726 para convertirse en monje en Roma, Æthelbald fue libre de establecer la hegemonía de Mercia sobre el resto de los anglosajones al sur del río Humber. Æthelbald sufrió un revés en 752, cuando los Sajones de Wessex bajo Cuthred lo derrotaron, pero parece haber restaurado su supremacía sobre Wessex hacia el 757.
En julio de 2009, el tesoro de oro anglosajón de Staffordshire fue descubierto por Terry Herbert en un campo cerca de Lichfield, en Staffordshire. Lichfield funcionó como el centro religioso de Mercia. Los objetos y monedas encontrados han sido fechados tentativamente por Svante Fischer y Jean Soulat alrededor del 600 a 800 d. C. Si el tesoro fue depositado por paganos o cristianos anglosajones no está claro, al igual que el propósito del depósito.

## Reinado de Offa y ascenso de Wessex
Después del asesinato de Æthelbald por uno de sus guardaespaldas en 757, estalló una guerra civil que concluyó con la victoria de Offa, un descendiente de Pybba. Offa, que reinó entre 757 y 796, tuvo que reconstruir la hegemonía que su antecesor había ejercido sobre el sur de Inglaterra, y lo hizo con tanto éxito que se convirtió en el rey más grande que Mercia había conocido. No solo ganó batallas y dominó el sur de Inglaterra, sino que también participó activamente en la administración de los asuntos de su reino, fundando ciudades de mercado y supervisando las primeras grandes emisiones de monedas de oro en Gran Bretaña. Asumió un papel en la administración de la Iglesia Católica en Inglaterra (patrocinando el arzobispado de vida corta de Lichfield, 787 a 799), e incluso negoció con Carlomagno como un igual. Offa patrocinó la construcción del dique de Offa, que marca la frontera entre Gales y Mercia.
Offa se esforzó por asegurar que su hijo Ecgfrith de Mercia lo sucediera, pero después de la muerte de Offa en julio de 796, Ecgfrith sobrevivió solo durante cinco meses, y el reino pasó a un pariente lejano llamado Coenwulf en diciembre de 796. En 821, el hermano de Coenwulf, Ceolwulf, logró la realeza merciana. Demostró su destreza militar por su ataque y destrucción de la fortaleza de Deganwy en Gwynedd. Sin embargo, el poder de los sajones bajo Egbert (Rey de Wessex de 802 a 839) creció durante este período, y en 825 Egbert derrotó al rey de Mercia Beornwulf (quien había derrocado a Ceolwulf en 823) en Ellendun.
La batalla de Ellendun resultó decisiva. Beornwulf fue asesinado mientras reprimía una revuelta entre los ánglos orientales, y su sucesor, un antiguo ealdorman llamado Ludeca (que reinó entre 826 y 827), tuvo el mismo destino. Otro ealdorman, Wiglaf, gobernó posteriormente durante menos de dos años antes de que Egbert de Wessex lo expulsara de Mercia. En 830, Wiglaf recuperó la independencia de Mercia, pero en ese momento Wessex se había convertido claramente en el poder dominante en Inglaterra. Hacia el 840 Beorhtwulf sucedió a Wiglaf.
A finales del siglo noveno, tras las invasiones de los vikingos y su gran ejército pagano, gran parte del antiguo territorio merciano fue absorbido por el Danelaw. En su apogeo, el Danelaw incluía Londres, todo el este de Anglia y la mayor parte del norte de Inglaterra.
El último rey de Mercia, Ceolwulf II, murió en 879. El reino parece haber perdido así su independencia política. Inicialmente, fue gobernado por un señor o ealdorman bajo el señorío de Alfredo el Grande, que se hizo llamar "Rey de los anglosajones". El reino tuvo un breve período de independencia a mediados del siglo X, y de nuevo muy brevemente en 1016; sin embargo, en ese momento, era vista como una provincia dentro del Reino de Inglaterra, y no como un reino independiente.  

Los cinco distritos y la Mercia inglesa a principios del

## Invasión de los daneses y desaparición del reino
En 852, Burgred llegó al trono y con Ethelwulf de Wessex subyugó el norte de Gales. En 868, los invasores daneses ocuparon Nottingham. Los daneses expulsaron a Burgred de su reino en 874 y Ceolwulf II tomó su lugar. En 877, los daneses tomaron la parte oriental de Mercia, que se convirtió en parte del Danelaw. Ceolwulf, el último rey de Mercia, se quedó con la mitad occidental, y reinó hasta el 879.
Desde aproximadamente el 883 hasta el 911, el señor de los mercianos gobernó a Mercia bajo el dominio de Wessex. Todas las monedas acuñadas en Mercia después de la desaparición de Ceolwulf en c.879 estaban a nombre del rey de Wessex. Æthelred se había casado con Æthelflæd, hija de Alfredo el Grande de Wessex, y asumió el poder cuando su esposo enfermó en algún momento de los últimos diez años de su vida.
Después de la muerte de Æthelred en 911, Æthelflæd gobernó como "Señora de los Mercianos", pero el sucesor de Alfredo, Eduardo el Viejo, tomó el control de Londres y Oxford, que Alfredo había puesto bajo el control de Æthelred. Ella y su hermano continuaron la política de Alfredo de construir burgos fortificados, y en 917-18 pudieron conquistar el sur de Danelaw en East Anglia y la Mercia danesa.

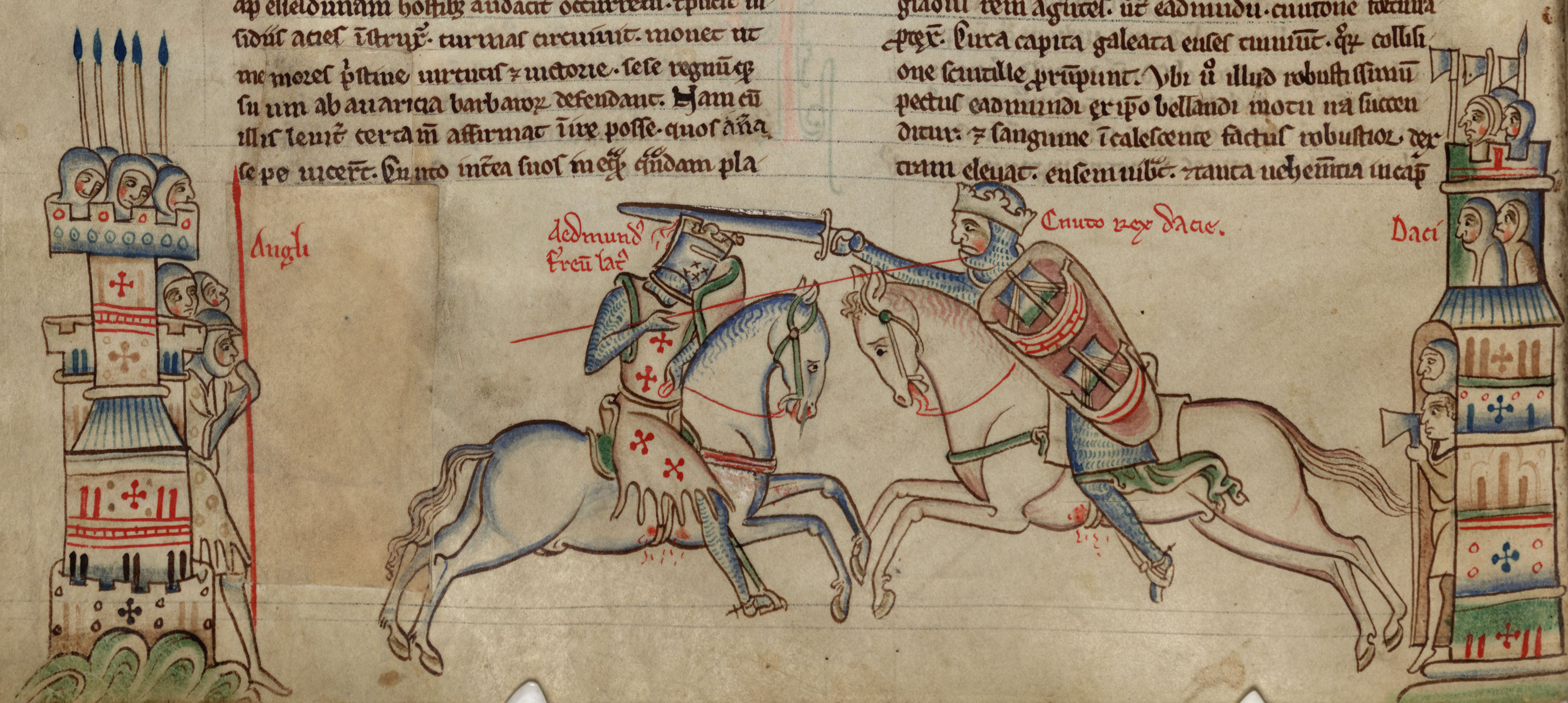
Iluminación medieval que representa a los reyes Edmund Ironside (izquierda) y Canuto (derecha), de la Chronica Majora, escrita e ilustrada por Mateo de París.

Cuando Æthelflæd murió en 918, Ælfwynn, su hija de Æthelred, la sucedió como "Segunda Señora de los Mercianos", pero en seis meses Eduardo la había privado de toda autoridad en Mercia y la había llevado a Wessex.
Las referencias a Mercia y los mercianos continúan a través de los anales registrando los reinados de Æthelstan y sus sucesores. Æthelstan mismo se crio en Mercia y se convirtió en su rey antes de ser rey de Wessex. En Winchester, hubo incluso un intento de cegarlo, ya que se lo veía como un extraño. En 975, el rey Edgar es descrito como "amigo de los sajones del oeste y protector de los mercianos".
Una existencia política separada de Wessex se restauró brevemente en 955–959, cuando Edgar se convirtió en rey de Mercia, y nuevamente en 1016, cuando el reino se dividió entre Canuto el Grande y Edmund Ironside, y así Canuto tomó Mercia.
La última referencia a Mercia por su nombre es del año 1017, cuando Eadric Streona fue galardonado con el gobierno de Mercia por Canuto. Los últimos condes, Leofric, Ælfgar y Edwin, gobernaron un territorio que corresponde ampliamente a la histórica Mercia, pero la Crónica no la identifica por su nombre. Los mercianos como pueblo se mencionan por última vez en el año 1049.

## Población y localidades

Provincias de Mercia en el momento de su máxima expansión (núcleo originario en verde oscuro, conquistas y anexiones en verde claro y naranja).

El conocimiento de la organización territorial de Mercia procede del Tribal Hidage, un documento de fecha incierta (probablemente de las últimas décadas del siglo VII) en el cual se evaluaban las medidas (pero no la localización) de los distintos terrenos en propiedad del reino en base una medida territorial, el hide, la cual equivale al territorio necesario para mantener a una familia, y por tanto las obligaciones militares y tributarias de cada región. Existen varias versiones manuscritas de este documento, algunas de fechas tan tardías como el siglo XIV. En él se enumeran las principales tribus y sub-reinos que constituían las divisiones del reino de Mercia:
- Mercianos del Sur: los mercianos que vivían al sur del río Trent. Incluía a las tribus de los Tomsæte en los alrededores de Tamworth, y los Pencersæte en la zona de Penkridge.
- Mercianos del Norte: los mercianos que habitaban las tierras al norte del río Trent.
- Mercia Exterior: tierras conquistadas durante las primeras fases de expansión del reino, probablemente a finales del siglo VI.
- Lindsey: originalmente un reino independiente, disputado con Northumbria a lo largo del siglo VII hasta que este último lo conquista.
- Anglos medios: una variedad de pequeñas tribus bajo control de Mercia desde el siglo VII, como los Spaldingas en Spalding, los Bilmingas y Wideringas en Stamford, los North Gyrwe y los South Gyrwe en Peterborough, los Cilternsæte en las colinas de Chiltern, los Sweordora, los Hurstingas y los Gifle en Bedford, los Hicce en Hitchin, los Feppingas en Thame y los Wixna del Oeste, los Wixna del Este, los Wille del Oeste y los Wille del Este en Ely.
- Hwicce: originalmente un reino independiente, disputado con Wessex a lo largo de los siglos VII y VIII. Poblado por las tribus de los Stoppingas en Warwick y los Arosaete en Droitwich.
- Magonsæte: un pueblo de las fronteras con Gales, inicialmente conocidos como Westerna. Bajo control merciano desde el siglo VII. Estaba formado por las tribus de los Temersaete en Hereford y los Hahlsaete en Ludlow.
- Wreocansæte: un pueblo de las fronteras con Gales, bajo control de Mercia desde el siglo VII. Formado por las tribus de los Rhiwsæte en Wroxeter y los Meresaete en Chester.
- Pecsæte: un grupo aislado de gente que habitaba el Peak. Bajo control merciano desde el siglo VII.
- Tierra entre Ribble y Mersey: una desorganizada y despoblada región bajo control de Mercia desde el siglo séptimo.
- Sajones del Centro: conquistada a Essex en el siglo VIII, incluida la ciudad de Lundenwic.

Después de que Mercia fuese anexionada por Wessex a principios del siglo X, el reino es dividido por los nuevos gobernantes sajones en condados siguiendo el modelo de su propia administración. No obstante, estos nuevos condados seguirán siendo muy similares territorialmente a las provincias de Mercia, manteniéndose aún hoy en día unos límites muy similares a los originales.